# Noe Zjordania
Noe Zjordania (georgiska: ნოე ნიკოლოზის ძე ჟორდანია, Noe Nikolozis dze Zjordania) född 2 januari 1868 i Lantjchuti, Kejsardömet Ryssland (nu Georgien) död 11 januari 1953 i Paris, var en georgisk journalist och mensjevikpolitiker. 
Zjordania var den demokratiska republiken Georgiens sista statschef, mellan den 24 juli 1918 och 18 mars 1921. I mars 1921 tvingade det sovjetiska maktövertagandet i Georgien honom till exil i Frankrike, där han levde fram till sin död år 1953.